# Kevin Magdowski
Kevin Alexander Magdowski (* 26. Dezember 1977 in Berlin) ist ein deutscher Basketballtrainer.

## Laufbahn
Der aus Berlin stammende Magdowski begann seine Basketballlaufbahn beim DBV Charlottenburg. 1998/99 dann beim TSV Schwaben Augsburg, 1999/2000 bei der TS Herzogenaurach und zwischen 2000 und 2002 beim VSC Donauwörth.
Von 2002 bis 2007 arbeitete er als Cheftrainer der Herrenmannschaft der BG Rotenburg/Scheeßel in der ersten und zweiten Regionalliga und war darüber hinaus als Trainer für den Niedersächsischen Basketballverband tätig.
2007 wurde er Trainer beim luxemburgischen Erstligaverein BBC Résidence Walferdange und blieb bis Herbst 2008 im Amt. Es folgten weitere Trainerstellen in dem Großherzogtum: 2009/10 war er Trainer bei Avanti Mondorf, 2010/11 arbeitete er als Jugendkoordinator bei Sparta Bertrange, von 2011 bis November 2013 wiederum als Trainer beim BBC Résidence, von Dezember 2013 bis 2016 bei AS Zolver und im Spieljahr 2016/17 bei den Kordall Steelers. Zeitweilig war er zusätzlich als Trainer für Luxemburgs U16-Auswahl zuständig.
Vor der Saison 2014/15 wurde Magdowski bereits als neuer Trainer von Citybasket Recklinghausen (2. Bundesliga ProB) vermeldet, die Zusammenarbeit kam dann aber doch nicht zustande.
Im Sommer 2017 war er als Trainer bei der kolumbianischen Mannschaft Águilas de Tunja tätig. Nach seiner Rückkehr nach Walferdingen war er beim BBC Résidence als Trainer der Damenmannschaft tätig.
Im Dezember 2017 zog es ihn in sein Heimatland zurück, Magdowski nahm das Cheftraineramt bei Phoenix Hagen (2. Bundesliga ProA) an. Am 10. November 2018, einen Tag nach der Niederlage von Phoenix Hagen im Spiel gegen die Tigers Tübingen und dem damit verbundenen Abrutschen auf einen Abstiegsplatz, wurde Magdowski von seinem Arbeitgeber freigestellt. Am 19. November 2018 trat Magdowski seine neue Aufgabe als Trainer von Sparta Bertrange in der Luxemburger Total-League an. Im Sommer 2019 gehörte er als Co-Trainer zum Stab der deutschen U18-Mädchen-Nationalmannschaft.
Mitte Januar 2020 trat er das Traineramt beim Drittligisten SG ART Giants Düsseldorf an. Nachdem er die Rheinländer in der Hauptrunde der Saison 2020/21 auf den fünften Tabellenplatz und damit zur Teilnahme an der zweiten Gruppenphase geführt hatte, trennte man sich nach dem Ausscheiden im April 2021.
Direkt im Anschluss übernahm Magdowski das Cheftraineramt bei der 3×3-Basketball-Mannschaft Düsseldorf LFDY. Die Mannschaft spielt auch zeitgleich als deutsche 3x3-Nationalmannschaft und nimmt an der Welttour teil. Am 6. Januar 2025 stellte Drittligist SBB Baskets Wolmirstedt Magdowski als Sportlichen Leiter mit „langfristigem Vertrag“ vor.